# Будинок купця Гаврилова
Будинок купця Гаврилова — будівля в Алмати, побудована на початку XX століття у стилі модерн на замовлення вєрненського купця Гаврилова, власника Семиріченської тютюнової фабрики.

## Історія
Будинок був збудований на початку XX століття для сім'ї купця М. А. Гаврилова, нащадка Олексія Гаврилова, відомого семиріченського тютюноводу. Він розташовувався на перетині вулиць Штабної (вул. Гоголя) та Лепсинській (пр. Назарбаєва).
У 1928 році, після смерті купця Гаврилова будинок був націоналізований.
За радянських часів у будинку розташовувався Семиріченський облвиконком.
У 1973 році будинок було повністю розібрано та перенесено за адресою вул. Миру, 167. Пізніше на старому місці розташування будинку було збудовано магазин «Москва».
У 1980-ті роки було проведено реставрацію будинку, у ньому розташувалося Міністерство закордонних справ.
У 90-ті роки будівля була фанерована сайдингом, що значно змінило зовнішній вигляд будівлі. Також було зведено прибудову — ресторан «Будинок прийомів» із двома банкетними залами.
У 2000 році будівлю було передано у відання акимату міста і перетворено на «Будинок прийомів».

## Архітектура
Будинок був побудований із 12-ма кімнатами з однією російською та вісьма голландськими печами. У первісному вигляді будинок являв зразок типового вєрненського купецького особняка, пам'ятка дерев'яного зодчества. Під час перенесення будівлі не збереглися старовинні печі ручної роботи.

## Статус пам'ятки
4 квітня 1979 року було ухвалено Рішення виконавчого комітету Алма-Атинської міської Ради народних депутатів № 139 «Про затвердження списку пам'яток історії та культури міста Алма-Ати», у якому було вказано будинок почесного громадянина міста Вєрного Гаврилова. Рішенням передбачалося оформити охоронне зобов'язання та розробити проекти реставрації пам'яток.
26 січня 1982 року будинок було включено до списку пам'яток історії та культури республіканського значення Казахської РСР.